# Mereworth Castle

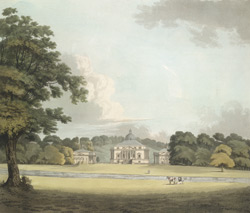
Mereworth Castle im 18. Jahrhundert

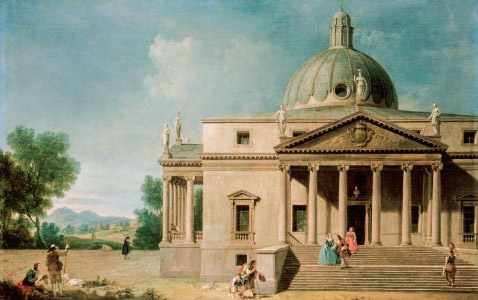
Capriccio mit einem Blick auf Mereworth Castle (1746)

Mereworth Castle ist ein Landhaus im Dorf Mereworth in der englischen Grafschaft Kent. Das Gebäude im palladianistischen Stil wurde von English Heritage als historisches Gebäude I. Grades gelistet.

## Geschichte
Ursprünglich gab es an dieser Stelle ein befestigtes Herrenhaus, für das 1332 eine Befestigungslizenz („License to crenellate“) erteilt wurde. Das heutige Gebäude ist keine echte Burg, wurde aber in den 1720er Jahren als fast genaue Kopie von Palladios La Rotonda erstellt. Es wurde 1723 von Colen Campbell entworfen, der seinen Auftrag von John Fane, 7. Earl of Westmorland, erhalten hatte. Die Stuckarbeiten im Inneren werden Giovanni Bagutti zugeschrieben und die Freskos Francesco Sleter. Das Haus ist in einem Landschaftspark in einem Tal gelegen und ist von einer Reihe von Pavillons und Loggias umgeben, die ebenfalls als historische Gebäude I. Grades gelistet wurden.
Das Haus wurde an die Barone Oranmore and Browne vererbt, deren Familiensitz es wurde. Im Jahre 1930 wurde es verkauft und diente im Zweiten Weltkrieg als Kriegsgefangenenlager. In den 1950e- und 1960er Jahren gehörte es dem Künstler Michael Lambert Tree (1921–1999), einem Sohn von Ronald Tree und Erben des Vermögens von Marshall Field, und seiner Gattin, der früheren Lady Anne Cavendish, einer Tochter des 10. Duke of Devonshire. Tree erbte das Haus von seinem Onkel Peter Beatty, der am 26. Oktober 1949 starb.
Der Wateringbury Stream fließt durch das Anwesen. Er trieb eine Walkmühle am Ostrand des Anwesens an.
Mereworth Castle gehört heute Mahdi Al-Tajir, dem früheren Botschafter der Vereinigten Arabischen Emirate im Vereinigten Königreich und Eigentümer des Mineralbrunnens Highland Spring, den er 1976 für 1,2 Millionen US-Dollar kaufte. Das Haus ist normalerweise nicht öffentlich zugänglich, es gibt aber gelegentlich geführte Touren.
In der James-Bond-Parodie Casino Royale (1967) stellte das Schloss das Domizil von James Bond dar.